# Reuth (Weischlitz)
Reuth è una frazione del comune tedesco di Weischlitz.